# Italia: ultimo atto?
Pour plus de détails, voir Fiche technique et Distribution.
Italia: ultimo atto? est un poliziottesco italien co-écrit et réalisé par Massimo Pirri et sorti en 1977.
Selon Jean-François Rauger, ce film préfigure avec un an d'avance l'assassinat d'Aldo Moro.

## Synopsis
Dans la ville de Rome, dans un climat national de plus en plus confus au sein duquel le mécontentement populaire et les difficultés gouvernementales s'accroissent, un groupe terroriste aux revendications politiques indéterminées entraîne ses hommes en prévision d'un acte militaire majeur : l'élimination du ministre de l'Intérieur. Cependant, l'organisation elle-même décide d'attendre avant d'agir, convaincue qu'un massacre n'améliorerait pas la situation des classes sociales les plus pauvres.
Mais Mara, la fille d'un riche industriel, Ferruccio, un jeune professeur à l'ITIS, et Bruno, un jeune garçon bourlingueur qui a un penchant pour la culture sud-américaine et la belle vie, décident de mettre le plan à exécution. De leur propre initiative, ils mènent l'attaque, qui résulte en un massacre. Le ministre meurt, et avec lui de nombreux membres de son entourage. Bruno. Mara et Ferruccio parviennent à s'échapper, à travers une Rome désormais en proie à l'anarchie. Ayant atteint une cachette, ils choisissent de se suicider. Dans la ville, des chars défilent dans les rues, suggérant qu'un coup d'État est en cours.

## Fiche technique
- Titre original italien : Italia: ultimo atto?[2]
- Réalisation : Massimo Pirri
- Scenario : Massimo Pirri, Morando Morandini Jr., Federico Tofi
- Photographie :	Riccardo Pallottini (it)
- Montage : Cleofe Conversi
- Musique : Coriolano Gori
- Décors : Elio Micheli
- Costumes : Adele D'Ercole
- Société de production : Una Cinecooperativa
- Société de distribution :  77 Cinematografica (Italie)
- Pays de production :  Italie
- Langue originale : italien
- Format : Couleurs
- Durée : 90 minutes
- Genre : Poliziottesco
- Dates de sortie :
  - Italie : 24 novembre 1977

## Distribution
- Luc Merenda : Ferruccio
- Marcella Michelangeli : Mara
- Luigi Casellato : Ministre de l'intérieur
- Andrea Franchetti : Bruno
- Lou Castel : Marco
- Ines Pellegrini : la fille dans le parc
- Fabrizia Castagnoli :
- Valentino Dain :
- Maria Tedeschi :